# Cornelis Hooft

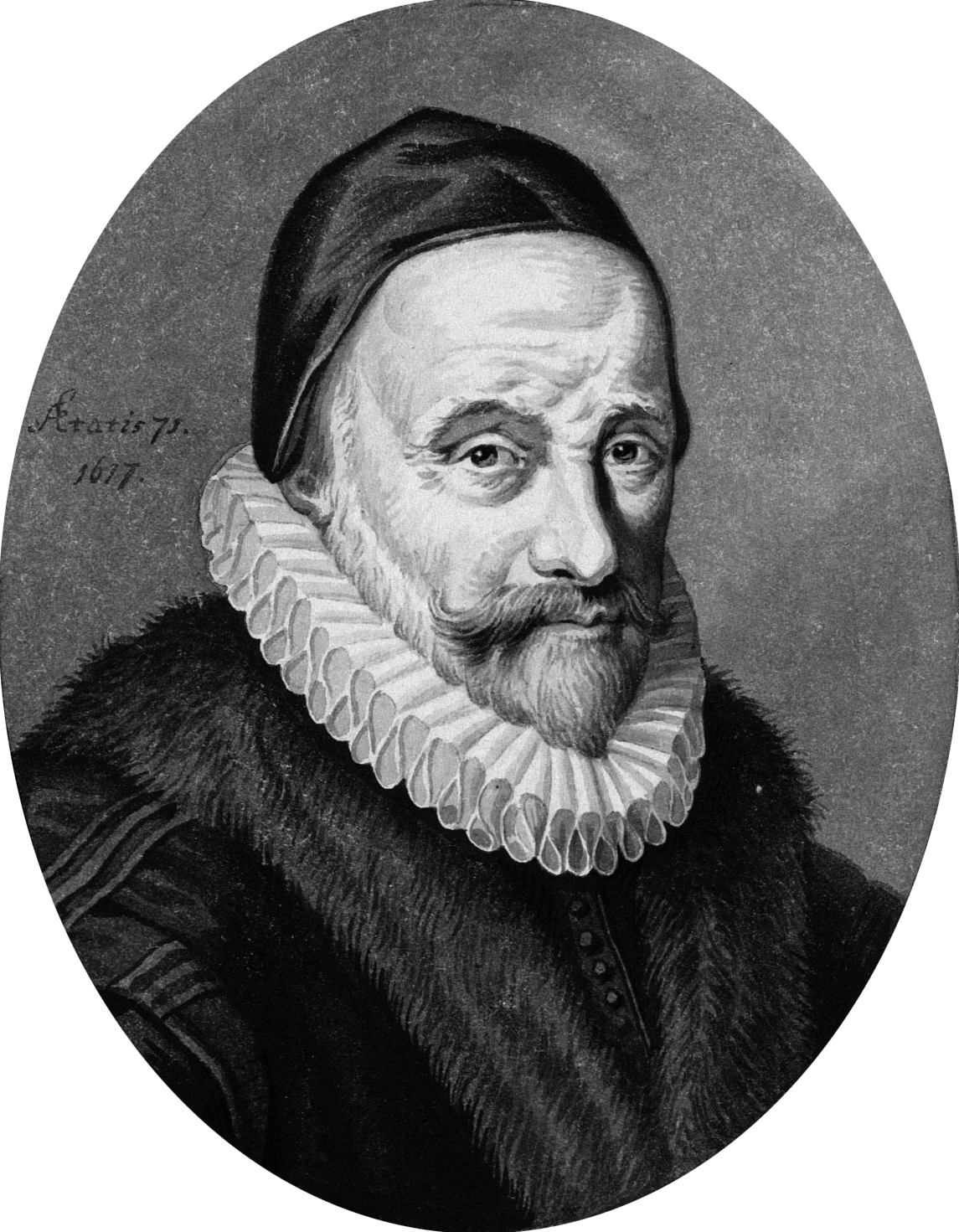
Jan Stolker nach Cornelis van der Voort, Cornelis Hooft

Cornelis Hooft (* 1547 in Amsterdam; † 1627 ebenda) war am Beginn der Epoche des Goldenen Zeitalters ein bedeutender Amsterdamer Stadtregent, welcher dem Patriziergeschlecht der Hooft entstammte.

## Leben

### Familie
Cornelis Hooft war ein Sohn des Händlers Pieter Willemszoon Hooft aus dessen erster Ehe mit Jannetgen Hendricksdochter van Wormen. Als Cornelis im Jahre 1574 aus Königsberg in die Niederlande zurückkehrte, etablierte er sich zuerst als Händler in Hoorn. 1578 kehrte Hooft wieder nach Amsterdam zurück, und zog von dort aus einen florierenden Baltikumhandel auf. Im selben Jahr ehelichte er Anna Jacobsdochter Blaeu († 1627), eine Verwandte des Kartografen und Verleger Willem Blaeu, mit der er vier Kinder hatte:
- Pieter Corneliszoon Hooft (1581–1647), erlangte als Dichter großen Einfluss auf die niederländische Literatur
- Aeghje Hooft, heiratete Pieter Hasselaer, Bürgermeister von Amsterdam
- Grietge Hooft, ehelichte Herman Tholincx und hernach Jan Hagen
- Johanna Hooft (1595–1639), ehelichte den Advokaten und Politiker Pieter Cloeck

Hoofts Nichte Catharina Hooft war mit dem bedeutenden Staatsmann Cornelis de Graeff verheiratet sowie die Tante und Cousine von Ratspensionär Johan de Witt.
Bei seinem Tod hinterließ Cornelis Hooft ein Vermögen von 321. 700 Gulden, was ihn zu einer der reichsten Persönlichkeiten des Goldenen Zeitalters machte.

### Wappen

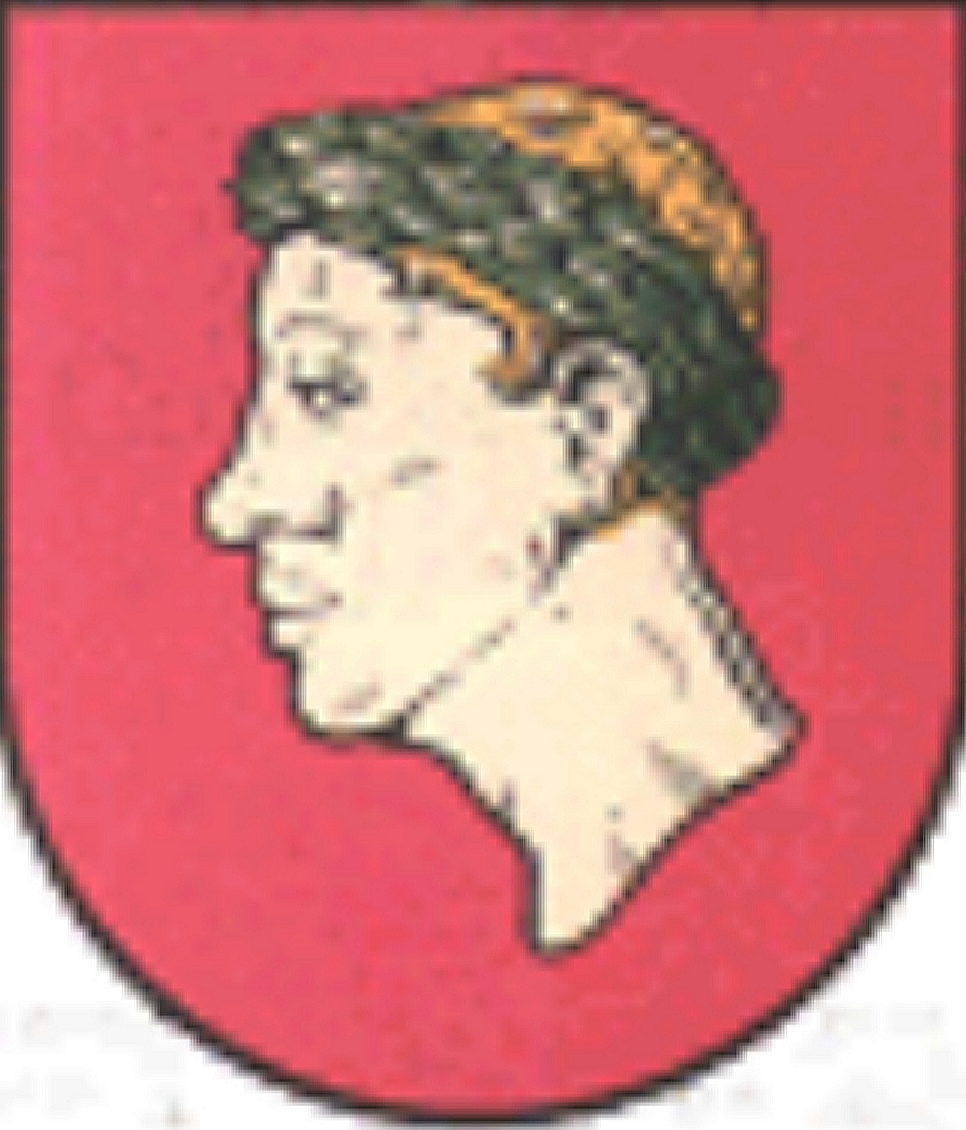
Wappenschild des Cornelis Hooft

- Wappenschild: In Rot ein silberner Männerkopf mit goldenem Haar, umhüllt von einem grünen Lorbeerkranz.[4]

### Politik
Cornelis Hooft wurde im Jahre 1584 zum Mitglied der Amsterdamer Stadtregierung gewählt, im Jahre 1588 zum Vorstand. In den Jahren vor und nach der Jahrhundertwende war Hooft der mächtigste Amsterdamer Regent; er wurde insgesamt 12-mal zum Bürgermeister ernannt.
Unter seiner Regentschaft erweiterte man die Stadt Amsterdam dreimal; sie erlebte damit die letzten nötigen Impulse für ihre Führungsposition in der Republik, die sie in der Mitte des 17. Jahrhunderts erlangte. Neben seiner Amtstätigkeit in der Stadt war Hooft Delegierter der Staaten von Holland und ein bedeutendes Mitglied der niederländischen Generalstaaten.
Politisch stand Hooft auf der Seite der republikanischen Regenten und war daher gegen einen Machtzuwachs der oranischen Statthalter; er konnte zunächst verhindern, dass sie die angestrebte Würde als Grafen von Holland erreichten. Im Jahre 1618 – dem Jahr, in dem Hollands vormaliger Ratspensionär Johan van Oldenbarnevelt hingerichtet wurde – wurde er auf Initiative des Statthalters Moritz von Oranien und dem mächtigen Regenten Reinier Pauw gemeinsam mit Jakob de Graeff Dircksz aus der Politik verdrängt.